# 슈테판 바호우셰크
슈테판 바호우셰크(체코어: Štěpán Vachoušek, 1979년 7월 26일~)는 체코의 전직 프로 축구 선수로, 현역 시절 포지션은 미드필더이다. 그는 현역 시절 대부분을 테플리체에서 보냈다. 그는 체코 국가대표팀 일원으로 유로 2004에 참가했다. 그는 재능 있는 좌측 중앙 수비수 혹은 플레이메이커이다.

## 클럽 경력
바호우셰크는 1. 체스카 포트발로바 리가의 테플리체 소속으로 1997-98 시즌에 신고식을 치렀다.
그는 2003년에 자국 무대를 떠나 프랑스의 마르세유에 입단했고, 2004년에는 아우스트리아 빈으로 이적했다. 그는 2008년에 테플리체로 복귀했다. 그는 2010년까지 스파르타 프라하에 임대 신분으로 도착했고, 그러나, 그는 4개월 후인 그 해 12월에 원 소속 구단으로 복귀했다. 2014년 3월, 바호우셰크는 2014-15 시즌까지 유효한 연장 계약을 체결했다.

## 국가대표팀 경력
바호우셰크는 자국을 대표로 청소년 국가대표팀 무대에 출전했고, 2002년 유럽 U-21 선수권 대회에 출전해 체코의 우승에 일조했다.
2002년에 처음으로 체코 성인 대표팀에 발탁되었고 그 해 8월 그리스와의 친선 경기를 통해 A매치에 처음 출전했다.
2004년 6월 유로 2004를 앞두고 자국 선수 명단에 이름을 올렸다. 그는 독일을 상대로 대회 한 경기에 출전했다.